# Jean-Marie Speich
Jean-Marie Antoine Joseph Speich (Estrasburgo, 15 de junho de 1955) é um diplomata e prelado francês da Igreja Católica pertencente ao serviço diplomático da Santa Sé.

## Biografia
Foi ordenado sacerdote em 9 de outubro de 1982, sendo incardinado em Estrasburgo. É formado em direito canônico.
Ingressou no serviço diplomático da Santa Sé em 1 de julho de 1986 e, posteriormente, atuou nas Representações Pontifícias no Haiti, Nigéria, Bolívia, Canadá, Alemanha, Reino Unido, Egito, Espanha, Cuba e, a partir de 27 de março de 2008, na Secretaria de Estado da Santa Sé como Chefe da Secção Francófona.
É fluente, além do francês nativo, em italiano, inglês, espanhol e alemão.
Em 17 de agosto de 2013, o Papa Francisco o nomeou núncio apostólico em Gana, sendo consagrado como arcebispo-titular de Sulci em 24 de outubro, na Basílica de São Pedro, pelas mãos do Papa Francisco, coadjuvado por Jean-Pierre Grallet, O.F.M., arcebispo de Estrasburgo e por Antonio Mattiazzo, arcebispo ad personam de Pádua.
Em 19 de março de 2019, foi nomeado núncio apostólico no Eslovênia, com poderes de Delegado apostólico em Kosovo.
Em 12 de abril de 2025, foi transferido para a nunciatura apostólica dos Países Baixos.